# Nyara Sabally
Nyara Sabally (* 26. Februar 2000 in Berlin) ist eine deutsche Basketballspielerin, die seit der Saison 2023 bei den New York Liberty in der Women’s National Basketball Association (WNBA) und in der deutschen Nationalmannschaft spielt.

## Leben und Karriere
Nyara Sabally ist die jüngere Schwester von Satou Sabally, die seit 2020 ebenfalls in der WNBA spielt. Sie ist eines von sieben Kindern eines gambischen Vaters und einer deutschen Mutter.
Vor Beginn ihrer professionellen Karriere spielte Nyara Sabally für den TuS Lichterfelde sowie von 2018 bis 2022 College-Basketball für die Oregon Ducks in der NCAA Division I. Beim WNBA Draft 2022 wurde sie an fünfter Stelle von den New York Liberty ausgewählt. Aufgrund einer Knieverletzung verpasste Sabally jedoch die Saison 2022.
Bei der U18-Europameisterschaft der Damen 2018 holte Sabally mit der deutschen Juniorinnennationalmannschaft die Goldmedaille und wurde zur wertvollsten Spielerin des Turniers gewählt.
Am 9. November 2023 gab sie ihr Debüt für die deutsche Basketballnationalmannschaft der Damen.
Nach Gewinn des WNBA Commissioner's Cup, dem Pokalwettbewerb der WNBA, in der Saison 2023 gewann Nyara Sabally im Oktober 2024 mit den New York Liberty zum ersten Mal den WNBA-Meistertitel. Die Starspielerin der Liberty, Breanna Stewart, sagte in der Pressekonferenz nach dem Spiel, dass Sabally im entscheidenden fünften Spiel der Finalserie „der X-Faktor“ war, der zum Gewinn der Meisterschaft beigetragen hat.
International wechselte die jüngere Sabally-Schwester anschließend von USK Prag zum türkischen Verein Fenerbahce Istanbul und wurde auch dort im Frühjahr 2025 Meister. Kurz vor Beginn der Saison 2025 verlängerten die New York Liberty Saballys Vertrag per Rookie-Option  bis zur Saison 2026.